# Раскрашенная кожа
Раскрашенная кожа (кит. 畫皮, англ. Painted skin) — фэнтезийная драма режиссёра Гордона Чана. Фильм снят по мотивам рассказа Пу Сунлина из сборника «Ляо-чжай-чжи-и». Изначально сам фильм задумывался, как фильм ужасов. Премьера фильма состоялась 25 сентября 2008 года в Гонконге, в Китае премьера прошла на день позже. Заглавную тему (композицию «Painted Heart») исполнила Джейн Чжан.

## Сюжет
Действие фильма происходит в конце правления династии Цинь (III век до н. э.).
Вернувшись из похода, военачальник Ван Шэн привозит с собою спасенную им девушку по имени Сяовэй. Вскоре в город возвращается генерал Юн, который бросил войско, узнав, что Вэн женился на его возлюбленной Пэйжун. Поведение девушки кажется Пэйжун странным, она начинает подозревать, что она имеет отношение к нечистым силам, и сообщает об этом Вэну. Вэн ей не верит, и решает провести расследование для чего обращается за помощью к Юну. Вскоре выясняется, что Сяовэй на самом деле — Хули-цзин, демон-лиса, которая пожирает человеческие сердца, чтобы сохранить вечную жизнь и молодость…

## В ролях
| Актёр     | Роль                                      |
| --------- | ----------------------------------------- |
| Чжоу Сюнь | Сяовэй / Хули-цзин                        |
| Чэнь Кунь | Ван Шэн, главнокомандующий армии          |
| Донни Йен | Пан Юн, генерал армии Вана                |
| Чжао Вэй  | Пэйжун, жена Вана                         |
| Сунь Ли   | Ся Бин, потомственная охотница на демонов |
| Ци Юу     | демон Сяо-И                               |

## Выход и отзывы
Фильм получил преимущественно положительные отзывы.
На сайте Internet Movie Database фильм оценён в 6,3 балла из 10.
В своей статье обозреватель Кристофер Армстэд писал:
Фильм подобен старому автомобилю: он долго разгоняется, и по началу напоминает старые азиатские фильмы 80-х - 90-х гг. Однако, в дальнейшем, как только герои попадают в ключевые сюжетные моменты, фильм становится более понятным. Во многом он притягивает зрителя очарованием женских персонажей, во главе с Чжоу Сюнь...
...так же он необычен тем, что объединяет в себе несколько жанров...
Так же фильм хорошо показал себя в прокате — при небольшом бюджете в $ 10 млн, он окупил себя почти в четыре раза, заработав $ 36,8 млн.

## Награды и номинации
3-й азиатской Киноакадемии
- Номинация: Лучшая Актриса (Чжао Вэй)
- Номинация: Лучший Дизайн Продукции

10-й Чанчуньский кинофестиваль
Победитель: Лучший Результат Фильм (Фудзивара Икуро)
27-й Золотой петух Награды
- Номинация: Лучший Режиссёр (Гордон Чан)
- Номинация: Лучшая Актриса (Чжао Вэй)
- Номинация: Лучшая Актриса Второго Плана (Сунь Ли[6])

28-й Гонкогский кинофестиваль
Победил: Лучшая Операторская Работа (Артур Вон)
Победитель: Лучший Оригинальный Фильм Песня (Фудзивара Икуро, Кит Чан, Джейн Чжан)
- Номинация: Лучший Фильм
- Номинация: Лучший Сценарий (Гордон Чан, Лау Холёнг & Квонг Маньвай)
- Номинация: Лучшая Актриса (Чжоу Сюнь)
- Номинация: Лучшая Актриса Второго Плана (Сунь Ли)
- Номинация: Лучшая Работа Художника (Билл Луи & Лю Цзинпин)
- Номинация: Лучший Дизайн Костюм Макияж (Нг Полинг)
- Номинация: Лучшая Хореография Действия (Стивен Тунг)
- Номинация: Лучший Оригинальный Счет Фильма (Фудзивара Икуро)
- Номинация: Лучшее Редактирование Звука (Кинсон Цанг & Лай Чихунг)
- Номинация: Лучшие Визуальные Эффекты (Нг Юэньфай, Час Чау & Там Кайгвань)

30-й фестиваль «Сто цветов»
Победил: Лучшая Мужская Роль (Чэнь Кунь)
- Номинация: Лучшая Актриса (Чжоу Сюнь)
- Номинация: Лучшая Актриса Второго Плана (Сунь Ли)

16-я Весенняя Ласточка Награды
Победил: Лучшая женская роль в кинематографических (Чжао Вэй)
2-й Вьетнам Дэн кинонаграды
Выиграл: Любимая Китайская Актриса (Чжао Вэй)

## Продолжения
В марте 2011 года на экраны вышел сериал «Раскрашенная кожа», по мотивам фильма. Всего было снято 36 серий.
Сиквел фильма («Раскрашенная кожа: Воскрешение») вышел в прокат 17 августа 2012 года. Чжоу Сюнь вернулась к своей роли демоницы Сяовэй. Он получил ещё более положительные отзывы, чем первая часть.